# Johannes Wislicenus
Johannes Wislicenus (Klein-Eichstedt, 24 giugno 1835 – Lipsia, 6 dicembre 1902) è stato un chimico tedesco.
Iniziò gli studi presso l'Università di Halle. In seguito emigrò negli Stati Uniti frequentando l'Università Harvard e l'Istituto di Meccanica a New York.
Nel 1856 ritornò in Europa continuando gli studi presso l'Università di Zurigo dove, nel 1865, divenne Professore di Chimica.
Nel 1872 fu nominato professore di Chimica all'Università di Würzburg.
Nel 1885 succedette a Herman Kolbe (uno dei suoi più accaniti detrattori) sulla cattedra di Chimica presso l'Università di Lipsia.
I suoi interessi scientifici si rivolsero soprattutto verso la chimica organica.
Studiò a fondo le proprietà dell'acido lattico, riuscendo a dimostrare che questo era la miscela di due composti aventi la stessa formula chimica ma con proprietà fisiche differenti. A questo fenomeno diede il nome di "isomeria geometrica", mettendo le basi del settore della stereoisomeria.
Era convinto della struttura tetraedrica dell'atomo di carbonio (proposta da van 't Hoff e Le Bel) e contribuì alla traduzione in lingua tedesca del libro La chimie dans l'espace (La chimica nello spazio) di van't Hoff.
Nel 1883 ricevette a Zurigo, assieme a Louis Pasteur un dottorato ad honorem in medicina.
Il 28 gennaio 1900 divenne Socio dell'Accademia delle Scienze di Torino.
Fu insignito della Medaglia Davy nel 1898.